# 24297 Jonbach
24297 Jonbach este un asteroid din centura principală de asteroizi.

## Descriere
24297 Jonbach este un asteroid din centura principală de asteroizi. A fost descoperit pe 14 decembrie 1999 la Socorro, New Mexico, în cadrul proiectului LINEAR. Asteroidul prezintă o orbită caracterizată de o semiaxă mare de 2,68 ua, o excentricitate de 0,05 și o înclinație de 6,8° în raport cu ecliptica.